# Panpsychisme
Panpsychisme is een metafysisch begrip en een filosofische leer. Het woord komt uit het Grieks: 'pan'= alles, geheel en 'psychè'= ziel, geest; het is een synoniem van 'al-bezielings-leer'. Panpsychisme gaat ervan uit dat ofwel alle materie bezield is, ofwel, in ruimere zin, dat de kosmos als organisme bezield is. Hiermee wordt niet bedoeld dat alle materie levend is of bewustzijn bezit, maar eerder dat de samenstellende delen van de materie of wat het vormgeeft een soort bewustzijn heeft. Het panpsychisme kent aldus niet alleen aan mens en dier, maar ook aan planten en aan alles in de anorganische natuur een vorm van bewustzijn toe. Dus ook materie zou volgens het panpsychisme van psychische aard zijn, met als conclusie de identificatie van psychè met substantie.
Als wijsgerig stelsel leunt het panpsychisme aan tegen het spiritualisme van bijvoorbeeld Berkeley en Leibniz en zelfs tegen het idealisme. Ook kan men het zien als Monisme of eenheidsleer zoals het pantheïsme van Spinoza, het panvitalisme van Plato en de Stoa - die beiden het bestaan van een Wereldziel poneerden - en het panlogisme van Hegel. Henri Bergson beargumenteerde volgens Milic Capek ook een vorm van panpsychisme op basis van de onderstelling dat materie, hoe klein 'haar' massa of energie ook is, duur moet hebben. Dit is een voorbeeld van panpsychisme binnen de procesfilosofie. Gustav Theodor Fechner (Duits filosoof, 1801-1887) zou de grondlegger zijn van het panpsychisme, dat Gerard Heymans (Nederlands filosoof, 1857-1930) als psychisch monist verder uitgebouwd heeft. 

## Thomas Nagel
Ook Thomas Nagel heeft zich in zijn essay Panpsychism (1979) beziggehouden met dit begrip. Hij definieert panpsychisme als "de visie dat de meest fundamentele fysische componenten van het universum mentale eigenschappen hebben, ongeacht zij delen zijn van levende organismen." Hij stelt dat het panpsychisme volgt uit een enkele op zich plausibele premissen (hoewel hij daarmee niet stelt dat het panpsychisme plausibel is):
1. Material composition: Een organisme bestaat louter uit materiële onderdelen. Alle onderdelen van ons bestaan al een (veel) langere tijd vooraleer zij tot bij ons kwamen en deel van ons werden.
2. Nonreductionism: Alledaagse mentale toestanden als gedachten, gevoelens, emoties, zijn geen fysische eigenschappen van een organisme, noch zijn zij ertoe reduceerbaar.
3. Realism: Deze mentale toestanden zijn wel delen van het organisme, en daarbij zijn ze geen delen van de ziel, noch zijn zij eigenschappen van "niets". Ze kunnen niet in het niets zweven.
4. Nonemergence: Werkelijke emergente eigenschappen bestaan niet. Alle eigenschappen van een complex systeem bestaan uit kleinere onderdelen van dit systeem en hun onderlinge interactie. In plaats van holistisch te stellen dat er eigenschappen van het geheel zijn, die niet uit de onderdelen voortkomen en dus "uit het geheel" emergeren, is het volgens Nagel plausibeler te stellen dat er gewoon nog onbekende onderdelen of onbekende eigenschappen van deze onderdelen zijn.

Uit deze vier premissen volgt volgens Nagel panpsychisme: als mentale eigenschappen niet reduceerbaar zijn tot fysische eigenschappen en als ze daarnaast wel al in deze basisonderdelen moeten zitten, dan moet men aannemen dat de basisonderdelen van deze wereld mentale eigenschappen hebben. Omdat alle materie in staat is om een onderdeel te zijn van een organisme, moet dus alle materie mentale eigenschappen hebben.